# Gerhard Schenck
Gerhard Schenck (* 5. März 1904 in Apenrade; † 3. März 1993 in Berlin) war ein deutscher Apotheker, Chemiker und Hochschullehrer.

## Leben
Schenck absolvierte ab 1922 die Apothekerlehre in der Stadt-Apotheke in Zittau und der Bodan-Apotheke in Konstanz. Es folgten von 1925 bis 1927 das Studium der Pharmazie und von 1927 bis 1929 das der Chemie in München. 1927 legte Schenk das pharmazeutische Staatsexamen ab, 1934 die Lebensmittelchemiker-Hauptprüfung. 1931 erfolgte die Promotion zum Dr. phil., an die sich eine Assistenzzeit am Pharmazeutisch-Chemischen Institut in München bis 1934 anschloss.
1934 übernahm Schenk bei der Knoll AG in Ludwigshafen die Leitung der pflanzenchemischen Abteilung. 1936 erhielt er einen Lehrauftrag für Pharmazie an der Universität Heidelberg, der durch Vermittlung des wissenschaftlichen Leiters bei Knoll, der zudem in Heidelberg lehrte, zustande kam. 1936 habilitierte er in München. Nachdem 1938 der Pharmazie-Studiengang in Heidelberg eingestellt wurde und Schenk bei Knoll gekündigt hatte, wechselte er zurück an die Universität München, wo er 1948 er zum außerordentlichen Professor berufen wurde.
Ab dem Sommersemester 1949 lehrte er an der im damaligen West-Berlin gerade neu gegründeten Freien Universität (FU) – zunächst als Gastprofessor, ab 1950 als ordentlicher Professor für Pharmazeutische Chemie und Angewandte Pharmazie. Von 1957 bis 1959 war er Rektor der Freien Universität. In seiner Amtszeit schritt er mehrfach gegen unliebsame politische Aktivitäten der FU-Studentenvertretung ein: So verbot er beispielsweise eine Unterschriftensammlung, die sich gegen die durch Todesurteile im Dritten Reich belasteten Juristen und gegen ehemalige KZ-Ärzte richtete, und behinderte ein Podiumsgespräch mit dem amerikanischen Nobelpreisträger Linus Pauling, indem er Einlasskontrollen durchführte und zahlreiche Studenten und andere Interessenten aussperrte.
Von 1966 bis 1969 war Schenck außerdem Präsident der Deutschen Pharmazeutischen Gesellschaft, die ihm 1984 die Ehrenmitgliedschaft verlieh. 1972 wurde er emeritiert.